# Centre hospitalier de Soavinandriana
Le Centre hospitalier de Soavinandriana, anciennement appelé Trano Fitsabo Isoavinandriana, puis « Girard et Robic » en hommage aux deux médecins français et Hôpital militaire d'Antananarivo, a été inauguré le 13 août 1891 par la reine Ranavalona III et le Premier ministre Rainilaiarivony, le Trano Fitsaboana Isoavinandriana était le premier hôpital de l'île après le dispensaire d'Analakely ouvert en 1864.

## Historique[3]
Le 14 février 1889, le Trano Fitsabo Isoavinandriana est bâti sur un terrain de 3,34 ha, cédé à la LMS et la FFMA, sur la colline de Soavinandriana. C’est le premier hôpital de l’île, après le dispensaire d’Analakely ouvert en 1864. Le 13 août 1891 a lieu l'inauguration officielle par sa Majesté la Reine Ranavalona III et le Premier ministre Rainilaiarivony. 
Une clé symbolique a été remise à la souveraine et exposée au Rova de Manjakamiadana avant son incendie le 15 novembre 1995. 
Le 30 septembre 1895, Antananarivo fut prise par le général Jacques Duchesne. Quelques obus tombèrent dans le jardin de l’hôpital et le docteur Ralarosy hissa le pavillon de la Croix Rouge de Genève, emblème de neutralité. Des soldats Malagasy et 80 autres Français furent soignés à l’hôpital cet après-midi là. 
Le 15 novembre 1896, le Général Gallieni réquisitionne l’hôpital au profit de l’armée française, et devient alors Hôpital Colonial de Soavinandriana.
Le 3 juillet 1957, les noms des deux médecins qui mirent au point le vaccin contre la peste furent attribués à l’hôpital, qui devient Hôpital Girard et Robic.
En 1958, l’administration coloniale fait démolir le premier bâtiment. 
Le 26 février 1963, le président Philibert Tsiranana inaugure le nouveau bâtiment, et une clé symbolique en réplique exacte lui est offerte. 
Le 25 novembre 1977, L’hôpital est repris par l’État Malagasy et devient Hôpital Militaire d’Antananarivo, sous la tutelle des Ministères de la Défense et des Finances. Le professeur Jules Kapisy devient le premier directeur malagasy de l’hôpital. 
Le 12 janvier 1993, à la suite de sa réorganisation administrative, il devient le Centre Hospitalier de Soavinandriana, et attend son intégration au sein du Centre Hospitalier Universitaire d’Antananarivo. Cette période coïncide avec la désignation du premier médecin militaire malagasy à sa tête en la personne du médecin général Razanamparany Jeannot Marc. 
En 1997, une autre clé symbolique de l’hôpital fut remise au président Ratsiraka lors de l’inauguration de l’imagerie scanner. En mars 2001, à la suite des réformes des établissements publics, l’hôpital a choisi d’être un établissement public à caractère industriel et commercial, ce qui a entraîné une réorganisation mais sans changement de nom. Depuis sa création, CENHOSOA a beaucoup évolué et a atteint une structure hiérarchique assez complexe pour soutenir ses nombreuses activités.